# Papiro 37
Papyrus 37 (designado por {\displaystyle {\mathfrak {P}}}37 nos numerais de Gregory-Aland) é uma antiga cópia do Novo Testamento em grego. É um papiro manuscrito do capítulo 26 Evangelho de Mateus datando do Século III, cerca de 250-260 d.C, tem afinidade com {\displaystyle {\mathfrak {P}}}53 (datado de 260 d.C), A correspondência de Heroninos (datada firmemente em antes ou depois de 260 d.C) e uma carta para Kopres (P. Greco-Egizi 208, datada de 256 d.C).